# Kátó
Kátó (szlovákul Kátov) község  Szlovákiában, a Nagyszombati kerületben, a Szakolcai járásban.

## Fekvése
Szakolcától 4 km-re nyugatra fekszik.

## Története
1452-ben említik először.
Vályi András szerint "KATTO. Tót falu Nyitra Várm. földes Ura a’ Fels. Tsászár, lakosai katolikusok, fekszik Holicshoz nem meszsze, és annak filiája, határjában odhány bőven terem, kertyei jók, fája elég van, legelője jó, malma helyben, piatzozása Holicson, és Szakólczán."
Fényes Elek geográfiai szótárában "Katov, Nyitra m. tót falu, közel ut. p. Holicshoz, a Morva mellett: 535 kath., 40 evang., 1 zsidó lak. Nemesitett juhtenyésztés; halászat a Morvában. F. u. ő cs. k. felsége."  Archiválva 2007. szeptember 27-i dátummal a Wayback Machine-ben
A trianoni békeszerződésig Nyitra vármegye Szakolcai járásához tartozott.

## Népessége
| Év:            | 1994. | 2004.   | 2014.   | 2024.   |
| -------------- | ----- | ------- | ------- | ------- |
| Emberek száma: | 538   | 574     | 613     | 624     |
| Eltérés:       |       | +6,69 % | +6,79 % | +1,79 % |

| Év:            | 2023. | 2024.   |
| -------------- | ----- | ------- |
| Emberek száma: | 615   | 624     |
| Eltérés:       |       | +1,46 % |

1910-ben 506, túlnyomórészt szlovák lakosa volt.
2001-ben 565 lakosából 544 szlovák volt.
2011-ben 585 lakosából 545 szlovák.

## Nevezetességei
- Szent Imre herceg tiszteletére szentelt római katolikus temploma 1910-ben épült.

## Külső hivatkozások
- Községinfó
- Kátó Szlovákia térképén
- Travelatlas.sk
- Képek Kátóról
- Alapinformációk
- E-obce.sk Archiválva 2008. szeptember 16-i dátummal a Wayback Machine-ben